# Phulkhark
Phulkhark (nep. फुलखर्क) – gaun wikas samiti w środkowej części Nepalu w strefie Bagmati w dystrykcie Dhading. Według nepalskiego spisu powszechnego z 2001 roku liczył on 872 gospodarstw domowych i 4655 mieszkańców (2549 kobiet i 2106 mężczyzn).